# Hyalis
Hyalis là một chi thực vật có hoa trong họ Cúc (Asteraceae).

## Loài
Chi Hyalis gồm các loài:
- Hyalis argentea D.Don ex Hook. & Arn. - Bolivia
- Hyalis lancifolia Baker - Bolivia, Argentina, Paraguay

Loài đã chuyển đi
- Hyalis spartioides (Wedd.) Benth. & Hook.f. ex Griseb. - Aphyllocladus spartioides Wedd.